# Kurt Sucksdorff

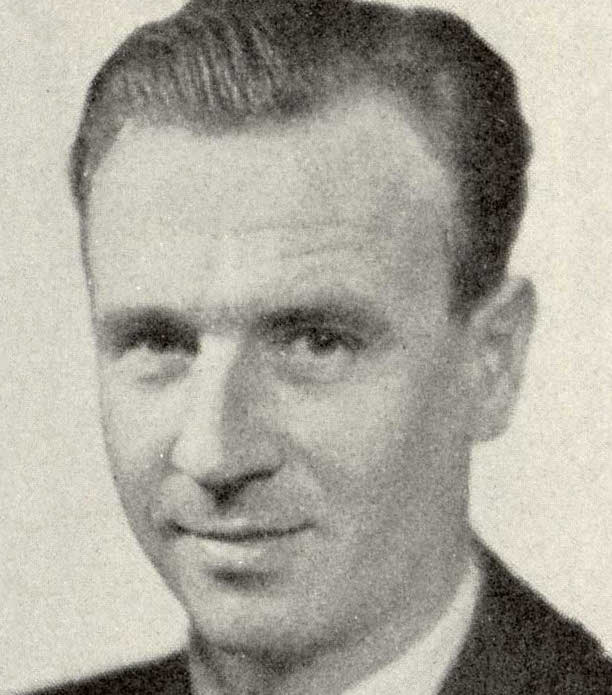
Kurt Sucksdorff

Kurt Sucksdorff (* 10. Mai 1904 in Stockholm; † 1. Januar 1960 ebenda) war ein schwedischer Eishockeytorwart. 

## Karriere
Kurt Sucksdorff begann seine Karriere als Eishockeyspieler in seiner Heimatstadt, in der er von 1922 bis 1927 für den IFK Stockholm aktiv war. Anschließend spielte der Torwart sieben Jahre lang bis zum Ende seiner Laufbahn für den IK Göta, mit dem er in den Jahren 1928, 1929 und 1930 drei Mal in Folge den schwedischen Meistertitel gewann. 

### International
Für Schweden nahm Sucksdorff an den Olympischen Winterspielen 1928 in St. Moritz teil, bei denen er mit seiner Mannschaft die Silbermedaille gewann. Als bestes europäisches Team bei den Olympischen Winterspielen gewann er mit seiner Mannschaft den Europameistertitel. Zudem stand er im Aufgebot seines Landes bei der Weltmeisterschaft 1931. Bei Letzterer erreichte er am 6. Februar 1931 einen Shutout gegen Kanada, wodurch er der erste europäische Torwart war, der bei einer WM gegen ein nordamerikanisches Team ohne Gegentor blieb. 

## Erfolge und Auszeichnungen
- 1928 Silbermedaille bei den Olympischen Winterspielen
- 1928 Schwedischer Meister mit dem IK Göta
- 1929 Schwedischer Meister mit dem IK Göta
- 1930 Schwedischer Meister mit dem IK Göta